# Yvonne Ploetz

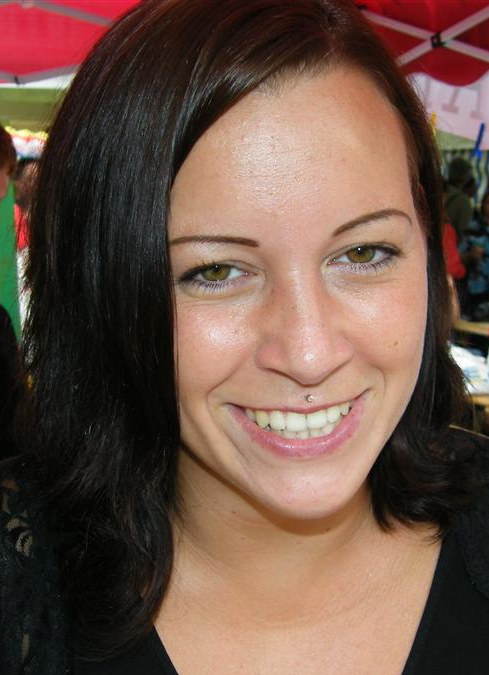
Yvonne Ploetz (2010)

Yvonne Ploetz (* 28. September 1984 in Saarbrücken) ist eine deutsche Politikerin (SPD, zuvor Die Linke). Sie war von 2010 bis 2013 Mitglied des Deutschen Bundestages.

## Herkunft und Ausbildung
Nach ihrem Realschulabschluss an der Gesamtschule Gersheim und dem anschließenden Abitur im Jahre 2004 am Helmholtz-Gymnasium in Zweibrücken absolvierte sie von 2006 bis 2010 als Stipendiatin der Rosa-Luxemburg-Stiftung an der Universität Trier ein Studium der Politikwissenschaften, Kunstgeschichte und Soziologie. Diesem schloss sich 2010 bis 2011 ein Magisterstudium an. Dabei erwarb sie das Zusatzzertifikat „Ostasiatische Studien“. Sie spricht Deutsch, Englisch, Französisch und Chinesisch.

## Politik

### Partei
Ploetz war von 1998 bis 2002 Mitglied der Jungen Union. 2005 trat sie der PDS bei und gründete im November 2005 den Ortsverband Die Linke. Blieskastel, dessen Vorsitzende sie nach der Gründung war. Von 2006 bis 2008 war sie die bildungspolitische Sprecherin im Landesvorstand Die Linke. Saar. Ab 2008 war sie Vorstandsmitglied des Kreisverbandes Saarpfalz. Von Oktober 2010 bis Mitte 2012 war sie Landesvorstandsmitglied der Linksjugend Saar.
Die als „Vertraute“ Oskar Lafontaines geltende Ploetz scheiterte beim Kampf um die Spitzenkandidatur (Landesliste) für die saarländische Linkspartei bei der Bundestagswahl 2013, trat als Direktkandidatin im Wahlkreis Homburg an und schied nach der Wahl aus dem Bundestag aus. Sie trat aus der Partei Die Linke aus und wechselte zur SPD. Seit Januar 2021 arbeitet Ploetz als Referentin für die SPD-Landtagsfraktion im Saarland.

### Bundestag
Ploetz rückte auf Grund ihres dritten Landeslistenplatzes am 1. Februar 2010 für Oskar Lafontaine in den Deutschen Bundestag nach. Sie war ordentliches Mitglied im Ausschuss für Familie, Senioren, Frauen und Jugend sowie stellvertretendes Mitglied im Ausschuss für Bildung, Forschung und Technikfolgenabschätzung. Als Mitglied des Bundestages engagierte sie sich vor allem in der Innenpolitik. Ihre Schwerpunkte lagen in der Jugend-, der Bildungs der Frauen- und der Armutspolitik. Sie kritisierte die Konzeption des „Green New Deal“, die sie als zu technokratisch betrachtet.

## Privates
Ploetz wurde 2008 saarländische Judomeisterin in der Klasse bis 70 Kilogramm und spielte mehrere Jahre Fußball bei der SG Parr Medelsheim. Sie ist Mitglied der IG Metall, der Rosa-Luxemburg-Stiftung, des Trierer Alumni-Vereins der Politikwissenschaften sowie der Peter-Imandt-Gesellschaft. Ab 2013 betrieb sie eine Gaststätte in Blieskastel. Ab 2021 war sie Referentin der Landtagsfraktion der SPD, seit 2022 ist sie als Referentin für Grundsatzfragen beim Ministerium für Arbeit, Soziales, Frauen und Gesundheit tätig.

## Schriften
- (Hrsg.): Jugendarmut: Beiträge zur Lage in Deutschland. Verlag Barbara Budrich, Leverkusen 2013, ISBN 386649484X.